# 3.º distrito congresional de Wisconsin
El 3.º distrito congresional es un distrito congresional que elige a un Representante para la Cámara de Representantes de los Estados Unidos por el estado de Wisconsin.  Según la Oficina del Censo, en 2011 el distrito tenía una población de 727 023 habitantes. Actualmente el distrito está representado por el Demócrata Ron Kind.

## Geografía
El 3.º distrito congresional se encuentra ubicado en las coordenadas 44°3′23″N 90°53′30″O / 44.05639, -90.89167.

## Demografía
Según la Oficina del Censo de los Estados Unidos, en 2011 había 727 023 personas residiendo en el 3.º distrito congresional. De los 727 023 habitantes, el distrito estaba compuesto por 698 788 (96.1%) blancos; de esos, 691 100 (95.1%) eran blancos no latinos o hispanos. Además 6 939 (1%) eran afroamericanos o negros, 4 887 (0.7%) eran nativos de Alaska o amerindios, 11 271 (1.6%) eran asiáticos, 189 (0%) eran nativos de Hawái o isleños del Pacífico, 4 534 (0.6%) eran de otras razas y 8 103 (1.1%) pertenecían a dos o más razas. Del total de la población 14 563 (2%) eran hispanos o latinos de cualquier raza; 11 013 (1.5%) eran de ascendencia mexicana, 1 124 (0.2%) puertorriqueña y 159 (0%) cubana. Además del inglés, había 12 608 (1.8%) personas de más cinco años que solamente hablaba el español en casa.
El número total de hogares en el distrito era de 285 996, y el 65.9% eran familias en la cual el 29.2 tenían menores de 18 años de edad viviendo con ellos. De todas las familias viviendo en el distrito, solamente el 53.7% eran matrimonios. Del total de hogares en el distrito, el 6.7 eran parejas que no estaban casadas, mientras que el 0.4% eran parejas del mismo sexo. El promedio de personas por hogar era de 2.45. 
En 2011 los ingresos medios por hogar en el distrito congresional eran de US$48 291, y los ingresos medios por familia eran de US$72 752. Los hogares que no formaban una familia tenían unos ingresos de US$100 898. El salario promedio de tiempo completo para los hombres era de US$41 588 frente a los US$32 612 para las mujeres. La renta per cápita para el distrito era de US$23 930. Alrededor del 8.3% de la población estaban por debajo del umbral de pobreza.